# 99
Aquesta pàgina és per a l'any. Per al nombre, vegeu noranta-nou.
El 99 (XCIX) fou un any comú començat en dimarts.

## Esdeveniments
- 29 d'agost: es redacta el papir d'Oxirrinc 581 per registrar la venda d'una esclava.[1]